# 尾ノ内渓谷

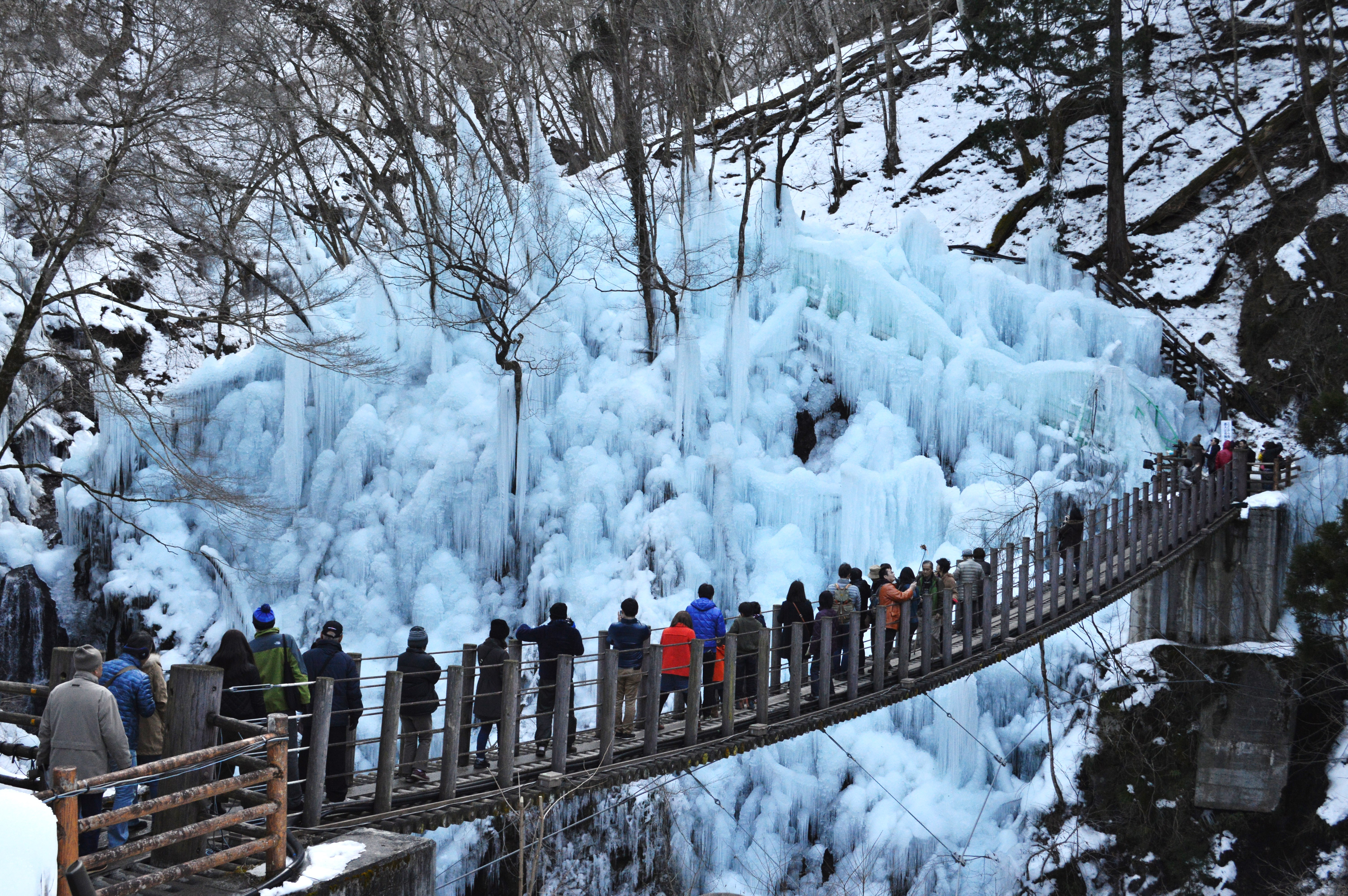
尾ノ内渓谷の氷柱

尾ノ内渓谷（おのうちけいこく）は、埼玉県秩父郡小鹿野町河原沢にある峡谷。秩父路三大氷柱のひとつ、尾ノ内百景（冷っけぇ〜）氷柱で知られている。

## 概要
埼玉県の西部に位置し、秩父郡・秩父盆地のほぼ中央に市街地を形成している小鹿野町にある渓谷で、秩父連山の両神山を源流としている。毎年1上旬から2月中旬にかけて、地元の人々の手によって作られる巨大な氷柱を、吊り橋から観ることができる。

## 尾ノ内氷柱

### 氷柱の観覧期間
- 1月4日 - 2月29日[3]

### 氷柱管理者
- 尾ノ内渓谷氷柱実行委員会[4]

### 入場時間
- 8:00 - 16:00（尾ノ内氷柱への入場）/定休日:なし

### 環境整備協力金
- 中学生以上:200円（尾ノ内氷柱への入場）

## ギャラリー

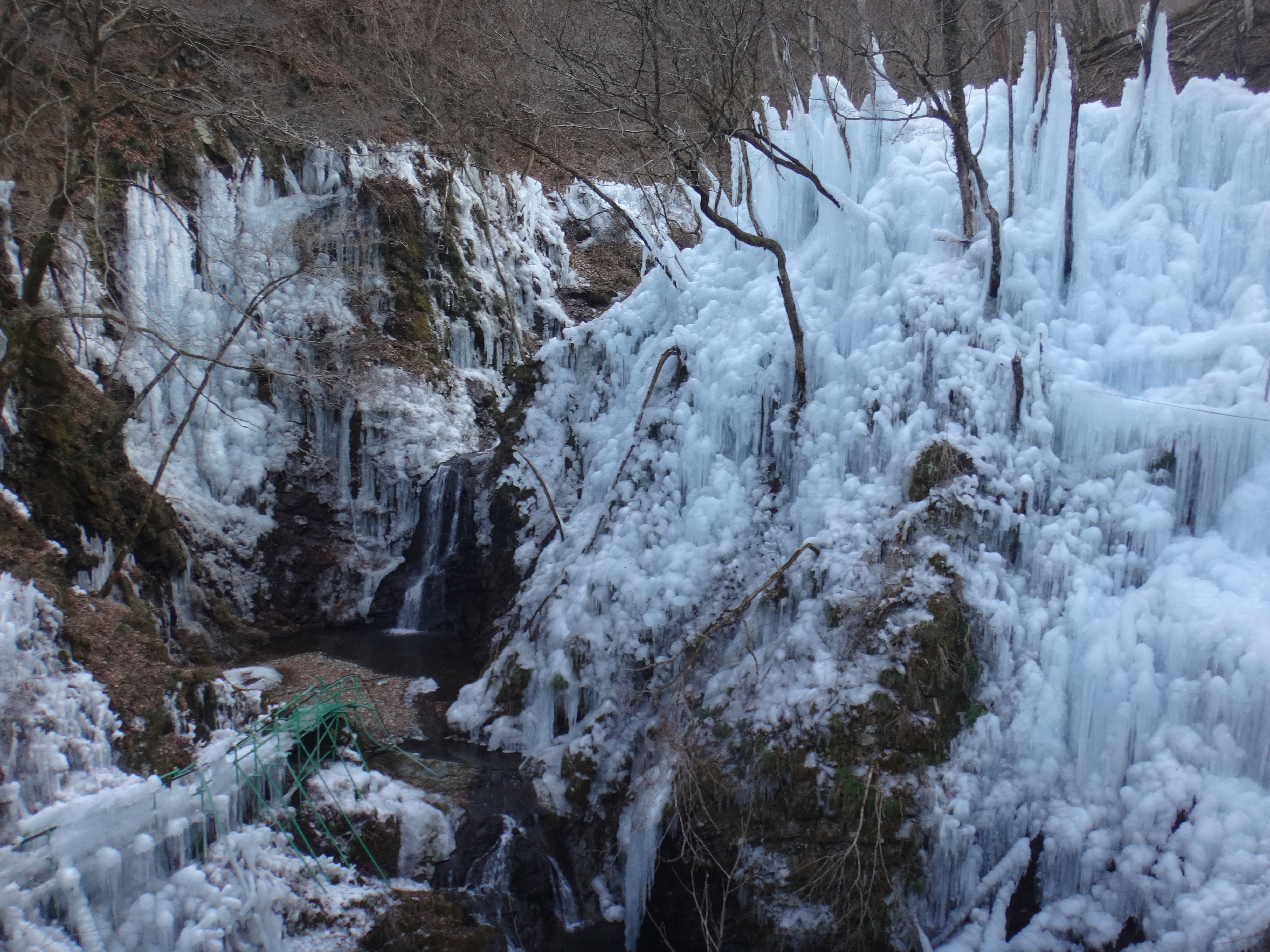
尾ノ内氷柱
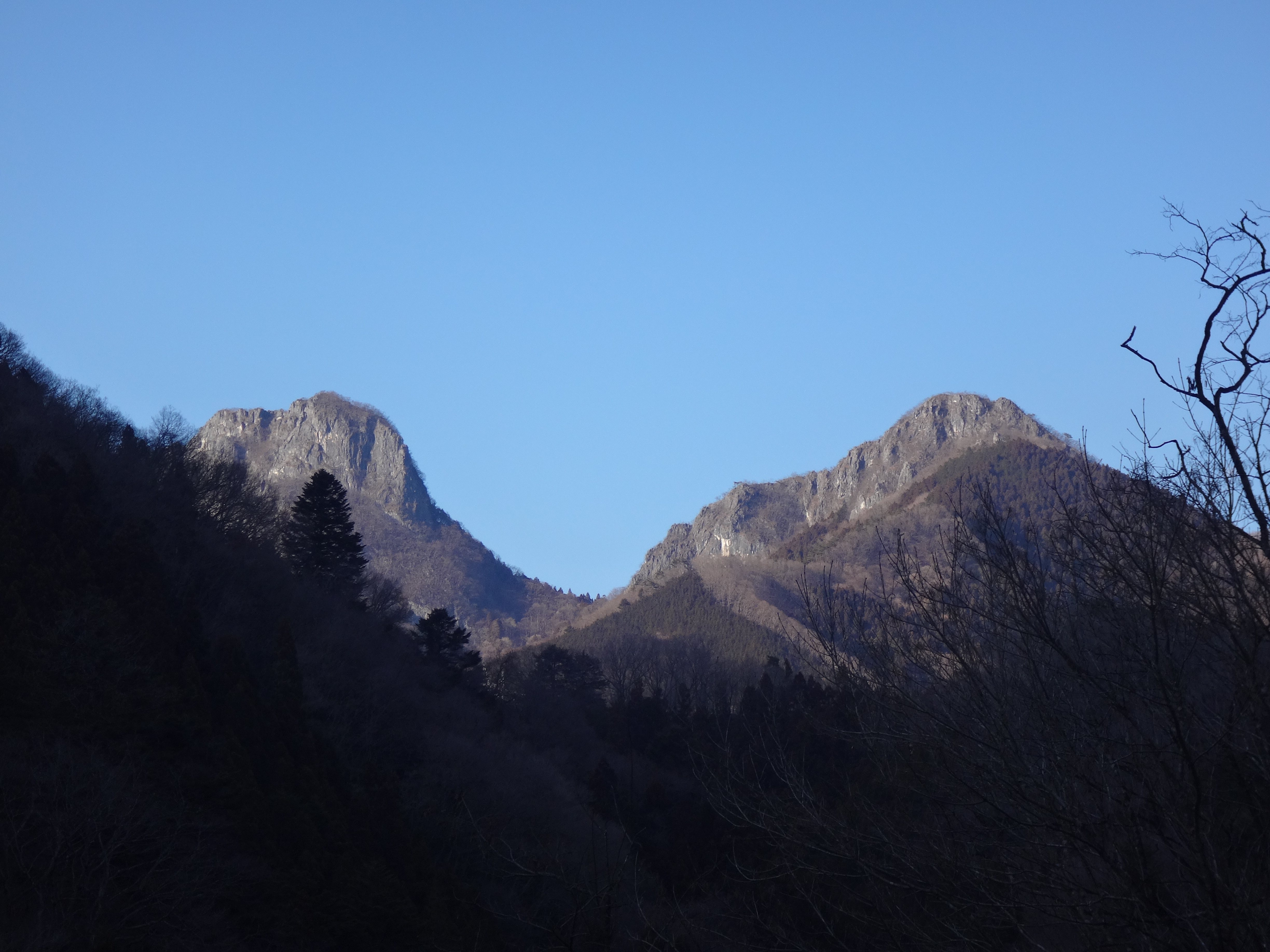
尾ノ内渓谷から二子山を望む

## 所在地
- （尾ノ内渓谷入り口） 〒368-0113 埼玉県秩父郡小鹿野町河原沢996-1

## アクセス
- 秩父鉄道秩父本線（秩父線）の秩父駅から西へ車で30分